# Apostasia nipponica
Apostasia nipponica ist eine Art aus der Gattung Apostasia und gehört somit zur Familie der Orchideen (Orchidaceae). Die kleinen krautigen Pflanzen besiedeln ein disjunktes Areal auf den Ryūkyū-Inseln und in Vietnam.

## Beschreibung
Apostasia nipponica wird fünf bis zehn, nach de Vogel bis 15 cm groß. Die Pflanzen bilden ein Rhizom von 1,5 mm Durchmesser, es wird von trockenen, 3 bis 3,5 mm langen Niederblättern umhüllt. Die Wurzeln entspringen nicht nur entlang des Rhizoms, sondern auch oberirdisch im Bereich der unteren Blätter. Sie messen 1 mm im Durchmesser.
Die Laubblätter sind oval bis länglich-oval, sie enden spitz mit einer kleinen, 0,2 bis 0,5 mm langen fadenförmigen Spitze. Der Blattgrund ist deutlich abgesetzt. Die Blattspreite enthält zehn bis 15 Längsadern, von denen drei deutlich hervortreten. Die Blätter messen 30 mm Länge bei 5,6 bis 13,5 mm Breite. Averyanov gibt für Vietnam etwas kleinere Maße für die Blätter an, 15 bis 25 mm Länge und 5 bis 10 mm Breite.
Der Blütenstand steht aufrecht, er kann unverzweigt sein oder einige Seitenachsen aufweisen. Auf den Ryukyu-Inseln wurden blühende und fruchtende Exemplare im Juli und August gefunden, in Vietnam liegt die Blütezeit im April und Mai. Je Teilblütenstand sind drei bis sieben Blüten vorhanden, auch hier gibt es für die vietnamesische Population mit ein bis vier Blüten eine geringe Zahlenangabe. Die Blüten sind gelb und messen 12 bis 19 mm. Der Fruchtknoten wird 7,5 bis 11 mm lang bei einem Durchmesser von 1,1 bis 1,8 mm. Sepalen und Petalen unterscheiden sich kaum. Die drei äußeren Blütenblätter sind 4 bis 5 mm lang und 1,1 bis 1,4 mm breit, die drei inneren 4 bis 5 mm lang und 1 bis 1,7 mm breit. Eine Differenzierung der seitlichen inneren Blütenblätter vom mittleren inneren Blütenblatt (Lippe) gibt es nicht. Die Säule entsteht aus den am Grund miteinander verwachsenen Staubfäden und dem Griffel. Sie ist gerade und 0,9 bis 1 mm lang. Es sind zwei fruchtbare Staubblätter und ein unfruchtbares Staminodium vorhanden. Das Staminodium liegt der Säule eng an, die Spitze ist rundlich geformt. Der freie Teil der Staubfäden wird 0,2 bis 0,5 mm lang, die Staubbeutel werden 2,5 bis 3,5 mm lang und 0,5 bis 0,8 mm breit. der freie Teil des Griffels ist 2,5 bis 4 mm lang und überragt damit die Staubblätter um 0,5 bis 0,7 mm. Der Griffel ist mit zwei längs verlaufenden Leisten versehen, er trägt am Ende die rundliche bis zweilappige Narbe. Die entstehende Kapselfrucht misst 6 bis 16 mm in der Länge und 1 bis 1,5 mm im Durchmesser.

## Vorkommen
Apostasia nipponica wurde zuerst von den Ryukyu-Inseln beschrieben. Die Art kommt dort auf den Inseln Tanegashima, Yakushima und Okinawa vor. Sie wächst dort in etwa 700 m Höhe. In Vietnam liegen die Standorte in Höhenlagen von 300 bis 1000 m in den Provinzen Ha Tinh und Huế. Die Pflanzen wachsen im Schatten immergrüner Wälder auf Böden mit Schiefer, Sandstein oder Granit als Ausgangsgestein.

## Systematik und botanische Geschichte
Apostasia nipponica wurde 1935 von Genkei Masamune erstmals beschrieben. 1963 stellte Masamune die Pflanzen zu Apostasia wallichii, einmal als Unterart, Apostasia wallichii subsp. nipponica und im selben Jahr auch als Varietät, Apostasia wallichii var. nipponica. De Vogel erkannte in seiner Revision 1969 Apostasia nipponica als eigenständige Art an. Neuere Untersuchungen der DNA sehen dagegen Apostasia wallichii als näher verwandt mit Apostasia odorata als mit den Pflanzen aus Japan.
Innerhalb der Gattung Apostasia ordnete de Vogel Apostasia nipponica in die Sektion Apostasia ein; diese Pflanzen besitzen im Gegensatz zur Sektion Adactylus ein Staminodium.